# Narcissus papyraceus
Narcissus papyraceus (afgeleid van het Griekse papuros dat 'papier' betekent) is een meerjarig bolgewas uit de narcisfamilie (Amaryllidaceae). De soort komt van nature voor op het Iberisch Schiereiland, in Zuid-Portugal en in Zuidwest-Spanje. Ze groeit op vochtige plaatsen, zoals moerassige oevers van rivieren en beken of op natte hellingen. Narcissus papyraceus werd voor het eerst beschreven door John Bellenden Ker Gawler en gepubliceerd in 1806 in Curtis's Botanical Magazine.

## Beschrijving
Narcissus papyraceus groeit uit een eivormige bol met een diameter tot 5 cm. Ze heeft tot 35 centimeter lange en 15 millimeter breede, blauwgroene bladeren die riemachtig zijn met gave randen. De bladeren komen in de winter tevoorschijn en blijven bestaan tot de lente, waarna ze bruin worden en verwelken. De geurige witte bloemen zijn trompetvormig, tot 5 cm in doorsnee, en verschijnen in trossen van drie tot elf stuks. Ze worden gedragen op slanke, bladloze stengels die 30 en 40 centimeter hoog worden. De bloeiperiode loopt van december tot februari. De plant is niet winterhard in België en Nederland.

## Teelt
Narcissus papyraceus wordt commercieel gekweekt als kamerplant voor binnenshuis. Er bestaan meerdere cultivars van deze soort. De bollen hoeven niet gekoeld te worden om ze te laten bloeien, wat bij andere soorten narcissen wel het geval is. Ze worden door bloemenwinkels en tuincentra vooral aangeboden gedurende de kerstperiode.